# Migaloo
Migaloo (palabra aborigen que significa “hombre blanco”) fue hasta 2011 la única ballena jorobada (Megaptera novaeangliae) blanca en el mundo. En el año 2022 se identificó otra ballena albina en las costas de la República de Costa Rica.

## Migaloo, la ballena blanca
Fue descubierta por primera vez en 1991, en las cálidas aguas tropicales de la costa norte de Australia, donde se dice que nació. Esta ballena es totalmente blanca y está protegida por la ley australiana. El mamífero marino suele ser visto durante su recorrido desde la Antártida a Australia, y viceversa. Esta ballena es un gran ejemplo de diversidad, pues sus avistamientos escasean y tomar una foto o incluso ser grabado es todo un logro. Además, las pocas veces que se lo ha avistado, este macho ha estado acompañado de varias hembras de su misma raza. La exclusividad de este cetáceo ha generado un gran número de seguidores que han creado una cuenta de Twitter donde publican los avistamientos de Migaloo desde la Antártida hasta los alrededores de la Gran Barrera de Coral, arrecife situado en el mar de Coral, frente a la costa de Queensland. Cabe destacar que las rutas de las ballenas se basan en un periplo migratorio habitual, pero Migaloo no ha podido ser observado todos los años. Sin embargo, 2014 fue el tercer año consecutivo en el que se avistó a dicho ejemplar de yubarta. Es la ballena más buscada por los biólogos y los medios, ya que se deja ver en muy pocas ocasiones. Sin embargo, se ha podido estimar que tiene entre 22 y 25 años de edad, 14 metros de longitud y 35 toneladas de peso.
En 2011, los avistamientos de una cría de ballena jorobada totalmente blanca causaron una gran expectación en Queensland. Se piensa que podría tratarse de la cría de Migaloo, pero es un hecho que todavía no se ha podido investigar por las dificultades de estudio.

## Color
Su pigmentación es probablemente debido a sus genes. Sin embargo, los científicos no están seguros de si es realmente un espécimen albino o un animal leucístico, puesto que los animales albinos tienen los ojos de color rosa mientras que aquellos que presentan leucismo tienen los ojos negros.

## Posible fallecimiento
En 2022 el hallazgo del cadáver de una ballena jorobada albina en la playa de Mallacoota, Australia, puso en alerta a los expertos, que sospechan que podría tratarse de Migaloo. Hasta ese momento, el espécimen llevaba dos años desaparecido tras haber perdido su dispositivo de rastreo.
El residente local Peter Coles, que estaba pescando mientras navegaba en kayak, localizó al mamífero muerto, al que describió como "de color blanco puro y con aspecto de mármol". Medía aproximadamente diez metros de largo y aun no mostraba signos de descomposición. Peter Coles pudo tomar fotos del cadáver, que fueron publicadas en la prensa.
Debido a la rareza del albinismo de Migaloo y a que el cadáver hallado se encontraba dentro de una zona que coincidiría con su patrón migratorio se consideró que existían muchas probabilidades de que se tratase del mismo espécimen.Sin embargo, las pruebas realizadas mostraron que el cadáver encontrado correspondía a una hembra de la misma especie, también albina o leucística, que podría haber muerto por causas naturales. A pesar de ello, los propios expertos consideraron que, debido a la edad y a la extraña desaparición de Migaloo, existen muchas posibilidades de que éste haya muerto en años recientes y que la desaparición de su cadáver se deba a la depredación por parte de tiburones.